# Carl Franklin
Carl Michael Franklin (Richmond (Californië), 11 april 1949) is een Amerikaans acteur, filmregisseur en scriptschrijver. 
Carl Franklin studeerde geschiedenis en dramatische kunsten aan de universiteit van Berkeley. Na verscheidene jaren als tv-acteur, keerde hij terug naar school en haalde prompt zijn graad in regisseren aan de American Film Institute. 
In 1992 beleefde Franklin zijn doorbraak als regisseur met de film One False Move. Hij won er onder meer een MTV Movie Award mee. Franklin regisseerde ook de Denzel Washington-film Devil in a Blue Dress.
Hij keerde enkele jaren terug op tv om in 2002 zich weer met films te gaan bezighouden. Sinds 2000 is hij getrouwd met zijn derde vrouw, producer Jesse Beaton.

## Filmografie (als acteur)
- Roseanne televisieserie – Gil (Afl., Terms of Estrangement: Part 1 & 2, 1992)
- In the Heat of Passion (1992) – Police Det. Rooker
- Roseanne televisieserie – Officer Robbins (Afl., Tolerate Thy Neighbor, 1991)
- Full Fathom Five (1990) – Fletcher
- Steel Magnolias (televisiefilm, 1990) – Nick Fontenot
- Last Stand at Lang Mei (1990) – Sgt. T. Deveraux
- Eye of the Eagle 2: Inside the Enemy (1989) – Col. Rawlins
- Too Good to Be True (televisiefilm, 1988) – Rol onbekend
- ALF televisieserie – Dr. Willoughby (Afl., ALF's Special Christmas: Part 1 & 2, 1987)
- Frank's Place televisieserie – Father Phil (Afl., Disengaged, 1987)
- Hill Street Blues televisieserie – Lucious (Afl., Das Blues, 1986)
- Riptide televisieserie – Ray (Afl., Requiem for Icarus, 1985)
- MacGyver televisieserie – U.S. Marshal Andrew T. Wiley (Afl., The Prodigal, 1985)
- The A-Team televisieserie – Capt. Crane (17 afl., 1983-1985)
- Cover Up televisieserie – Paul Cooper (Afl., Murder Offshore, 1985)
- One Cooks, the Other Doesn't (televisiefilm, 1983) – Officer Lloyd Green
- Quincy, M.E. televisieserie – Gary Rediford – Dept. of Health and Regulation (Afl., Deadly Protection, 1982)
- McClain's Law televisieserie – Police Det. Jerry Cross (Afl. onbekend, 1981-1982)
- Lou Grant televisieserie – Milt (Afl., Streets, 1980)
- The White Shadow televisieserie – Lonie (Afl., A Few Good Men, 1980)
- Barnaby Jones televisieserie – Willie Evans (Afl., Focus on Fear, 1980)
- Trapper John, M.D. televisieserie – Steve (Afl., Deadly Exposure, 1979)
- The Legend of the Golden Gun (televisiefilm, 1979) – Joshua Brown
- The Rockford Files televisieserie – Roger Orloff (Afl., Black Mirror: Part 1 & 2, 1978)
- Centennial (miniserie, 1978) – Beckworth
- The Incredible Hulk televisieserie – Dokter in O.B. (Afl., Life and Death, 1978)
- Loose Change (miniserie, 1978) – Ed Thomas
- The Fantastic Journey televisieserie – Dr. Fred Walters (10 afl., 1977)
- Most Wanted televisieserie – Rol onbekend (Afl., The Torch, 1976)
- Visions televisieserie – David Burrell (Afl., Scenes from the Middle Class, 1976)
- Good Times Larry (Afl., The Break Up, 1976)
- Good Times televisieserie – Larry, vriendje van Thelma (Afl., Love in the Ghetto, 1975)
- Cannon televisieserie – Garth Raymond (Afl., To Still the Voice, 1975)
- Caribe televisieserie – Sgt. Mark Walters (Afl. onbekend, 1975)
- Barnaby Jones televisieserie – Mark Seagert (Afl., Flight to Danger, 1975)
- Cannon televisieserie – Wilson Haggerty (Afl., A Killing in the Family, 1974)
- It Couldn't Happen to a Nicer Guy (televisiefilm, 1974) – Hovey
- The Streets of San Francisco televisieserie – Rol onbekend (Afl., Flags of Terror, 1974)
- Five on the Black Hand Side (1973) – Marvin

## Filmografie (als regisseur)
- Monsters: The Lyle and Erik Menendez Story (2024)
- House of Cards (2013 & 2014)
- The Senator's Wife (2009, aangekondigd)
- Snitch (2009, pre-productie)
- The Pacific (miniserie, 2009, post-productie)
- The Riches televisieserie – (Afl., Pilot, 2007)
- Rome Televisieserie – (Afl., A Necessary Fiction, 2007)
- Out of Time (2003)
- High Crimes (2002)
- Partners televisieserie (1999)
- One True Thing (1998)
- Devil in a Blue Dress (1995, ook scriptschrijver)
- Laurel Avenue (televisiefilm, 1993)
- One False Move (1992)
- Last Stand at Lang Mei (1990, alleen scriptschrijver)
- Full Fathom Five (1990)
- Eye of the Eagle 2: Inside the Enemy (1989, ook scriptschrijver)
- Nowhere to Run (1989)
- Punk (1986, ook scriptschrijver)

- Bibsys: 90934955
- Biblioteca Nacional de España: XX1316199
- Bibliothèque nationale de France: cb14036971s (data)
- Gemeinsame Normdatei: 130313831
- International Standard Name Identifier: 0000 0001 2284 4122
- Library of Congress Control Number: n93107156
- Nationale Bibliotheek van Tsjechië: xx0220832
- Nationale Bibliotheek van Israël: 987007340545905171
- Nederlandse Thesaurus van Auteursnamen: 075023199
- SNAC: w6n02fpt
- Système universitaire de documentation: 114390878
- Virtual International Authority File: 118551605
- WorldCat: E39PBJkXqkwrbvvmbjqWykwpyd